# الغديرة (إقليم الجديدة)
لغديرة هي قرية مغربية غرب المملكة. تنتمي لغديرة لإقليم الجديدة. تضم هذه القرية 16.879 نسمة (إحصاء 2004).